# Anthony de la Roché
Anthony de la Roché (chamado também Antoine de la Roché, Antonio de la Roché ou Antonio de la Roca em algumas fontes) foi um mercador supostamente nascido em Londres, de pai hugonote francês e mãe inglesa, ainda que isto não esteja do todo aclarado.
Recorda-lho por uma acidentada viagem pelo Sul do Oceano Atlántico  em 1675.

## Descoberta das Geórgias do Sul
Durante uma viagem comercial entre América do Sul e Europa, em sua rota entre a ilha de Chiloé (Chile) e Salvador (Brasil), o navio de Anthony de la Roché foi arrastado por uma grande tempestade, impedindo-lhe de assim seguir seu curso até o estreito de Le Maire, tendo que vagar à deriva em direção este, até conseguir refúgio numa baía, permanecendo ancorado na zona durante 14 dias no mês de abril de 1675. 
Segundo fontes britânicas, essa baía estaria na ilha San Pedro (Geórgias do Sul), realizando assim a primeira descoberta de terras na zona da convergência antártica.
No entanto, nem as latidudes assinaladas, nem as características da costa apontadas no relato, concordam com as da ilha San Pedro, e poderiam corresponder, alternativamente, à Ilha Beauchene, segundo sustentam os pesquisadores argentinos, e o britânico James Burney.

### Detalhes da viagem
Tendo adquirido um barco de 350 toneladas em Hamburgo e obtido permissão das autoridades espanholas para comerciar na América hispânica, de la Roché chegou às ilhas Canárias em maio de 1674 e, em outubro desse ano, desembarcou no porto do Callao no Vice-Reino do Peru via estreito de Le Maire e cabo Horn. 
Em sua viagem de volta de Chiloé (Chile) até Bahia de Todos os Santos (Salvador, Brasil), em abril de 1675, de la Roché rodeou o cabo Horn e se viu abrumado por tempestuosas condições climáticas nas difíceis águas da ilha dos Estados. Seu barco não passou pelo estreito de Le Maire como ele desejava, nem rodeou a extremidade da ilha dos Estados (o mítico "estreito de Brouwer" presente nos velhos mapas holandeses de 1643 pela expedição do almirante Hendrik Brouwer), e foi levado longe para o leste. 
Segundo a narrativa sobreviviente publicada pouco depois do evento: 

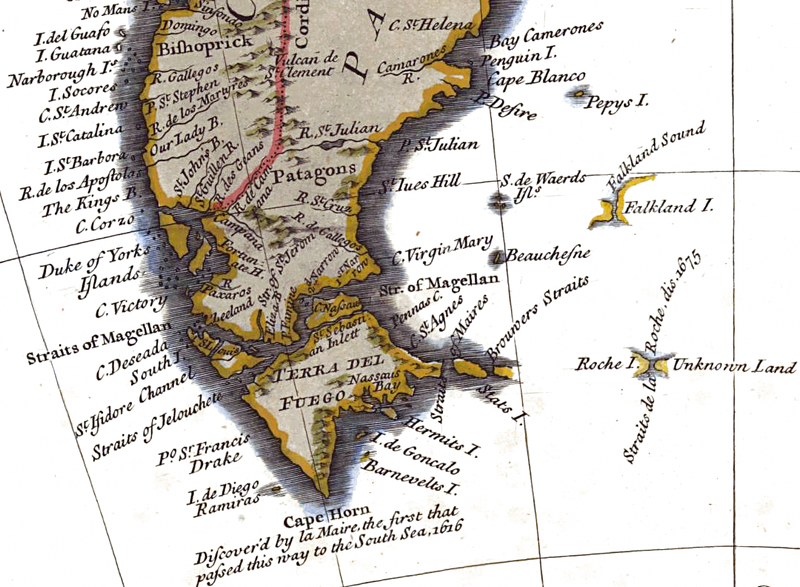
Fragmento do mapa de Seale (c. 1745) mostrando ‘Roche Island’

Segundo os britânicos, de la Roché teria encontrado refúgio numa das baías do sul da ilha San Pedro — possivelmente o Fiorde de Drygalski, onde o barco ancorou cerca de 14 dias. Uma vez que o tempo se acalmou, o barco zarpou e, enquanto rodeava a extremidade sudeste de San Pedro, avistaram as rochas Clerke ao sudeste. 
No entanto, na topografía da ilha San Pedro, não há nenhuma via de comunicação que se assemelhe à descrição do estreito citado por de la Roché. Ademais, aparecem discrepâncias muito notáveis com a verdadeira localização da ilha San Pedro. 
Por isso, vários pesquisadores especulam que o ponto do relato poderia corresponder à Ilha Beauchene, e o estreito citado seria o estreito de San Carlos das Ilhas Malvinas.

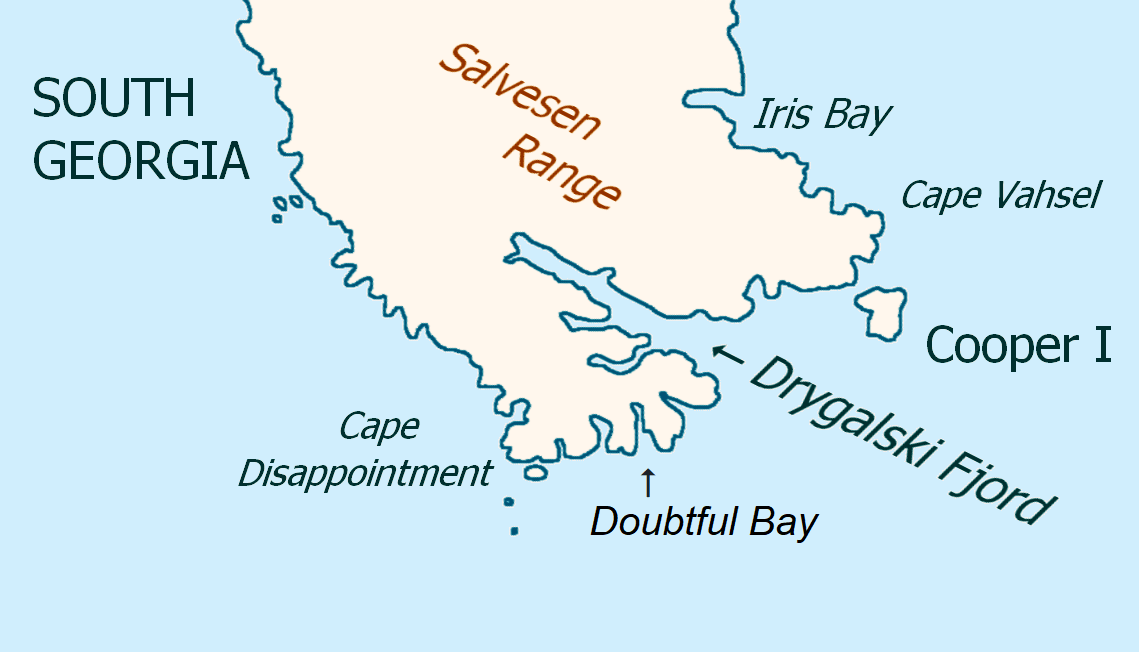
Fiorde Drygalski, o possível lugar de desembarque de de la Roché na Ilha San Pedro.

Cabe assinalar que as correspondentes distâncias ao extremo sul de América diferem grandemente. Por exemplo, a Ilha dos Estados está a uns 390 km da Ilha Beauchene e a 1750 km da Ilha San Pedro.
Logo, de la Roché teria  alcançado exitosamente o porto brasileiro de Salvador e finalmente chegado a La Rochelle, França, em 29 de setembro de 1675.
O capitão James Cook estava consciente do relato da Roché, mencionando-o em seu diário de viagem ao aproximar-se das Georgias do Sul em janeiro de 1775 para fazer seu primeiro desembarque e o primeiro mapa das ilhas, tomando posse para o Reino Unido segundo o disposto pelo Almirantado, e mudado o nome da ilha San Pedro  para "Ilha de Georgia" em homenagem ao rei George III.